# Debates no anarquismo
Apesar de compartilharem dos mesmo princípios, as posições dos anarquistas em relação a certas questões não constituem um todo homogêneo, e o anarquismo têm sido marcado por diversos debates e divergências. Os mais relevantes debates no anarquismo se dão em torno da defesa da autogestão e da estratégia.

## Debates relevantes em torno da autogestão
Em relação à defesa da autogestão econômica e a socialização da propriedade, apresentam-se dois debates relevantes, entre os anarquistas que defendem o mercado autogestionário e os que defendem a planificação democrática, e entre os que defendem o coletivismo e os que defendem o comunismo como forma de distribuição do trabalho. Em relação à defesa da autogestão política, os debates se dão entre os que sustentam que a articulação política deve se dar no local de trabalho e os que sustentam que ela deve se dar no local de moradia. Há ainda um debate sobre os limites e as possibilidades da cultura na criação de uma sociedade autogestionária.

### Mercado autogestionário ou planificação democrática
Há anarquistas que defendem que, em termos econômicos, a sociedade futura deve ter por base um mercado autogestionário; anarquistas que defendem essa posição afirmam que o mercado é um ambiente de circulação e distribuição de mercadorias que sempre existiu, mesmo antes do capitalismo, e sendo o mercado um espaço em que circulam as informações a respeito da oferta e da demanda de bens, ele seria a única forma eficiente de equilibrá-las. Anarquistas que defendem essa posição sustentam que a sociedade é muito complexa para que uma planificação eficiente e que atenda todas as demandas sociais seja possível; somente o mercado poderia constituir esse canal de informações imprescindíveis para a economia e sua supressão geraria, necessariamente, uma planificação arbitrária e autoritária, contrariando os princípios da autogestão.
Outros anarquistas, entretanto, defendem um tipo de planificação democrática, com a necessidade da supressão do mercado e do dinheiro. Alexander Berkman, que defendeu essa posição, sustentou que "no socialismo a troca será livre", "sem a intermediação do dinheiro e sem lucro, tendo por base as requisições e o abastecimento à disposição". Outros anarquistas que defendem essa perspectiva econômica afirmam que a interação entre locais de moradia e trabalho, produtores e consumidores, permitiria a planificação econômica democrática, não só participativa, mas em larga escala. Não havendo o Estado para coordenar a produção com um planejamento central ou uma produção ajustada pelo mercado e pelo sistema de preços, surgiria uma economia socialista e autogestionária fundada em uma federação econômica de empresas e comunidades autogeridas, com uma assembleia no topo, que balancearia oferta e demanda, direcionando e distribuindo a produção com base nas demandas que surgiriam de baixo para cima. Essa posição é maioritária entre os militantes do anarquismo.

### Coletivismo ou comunismo

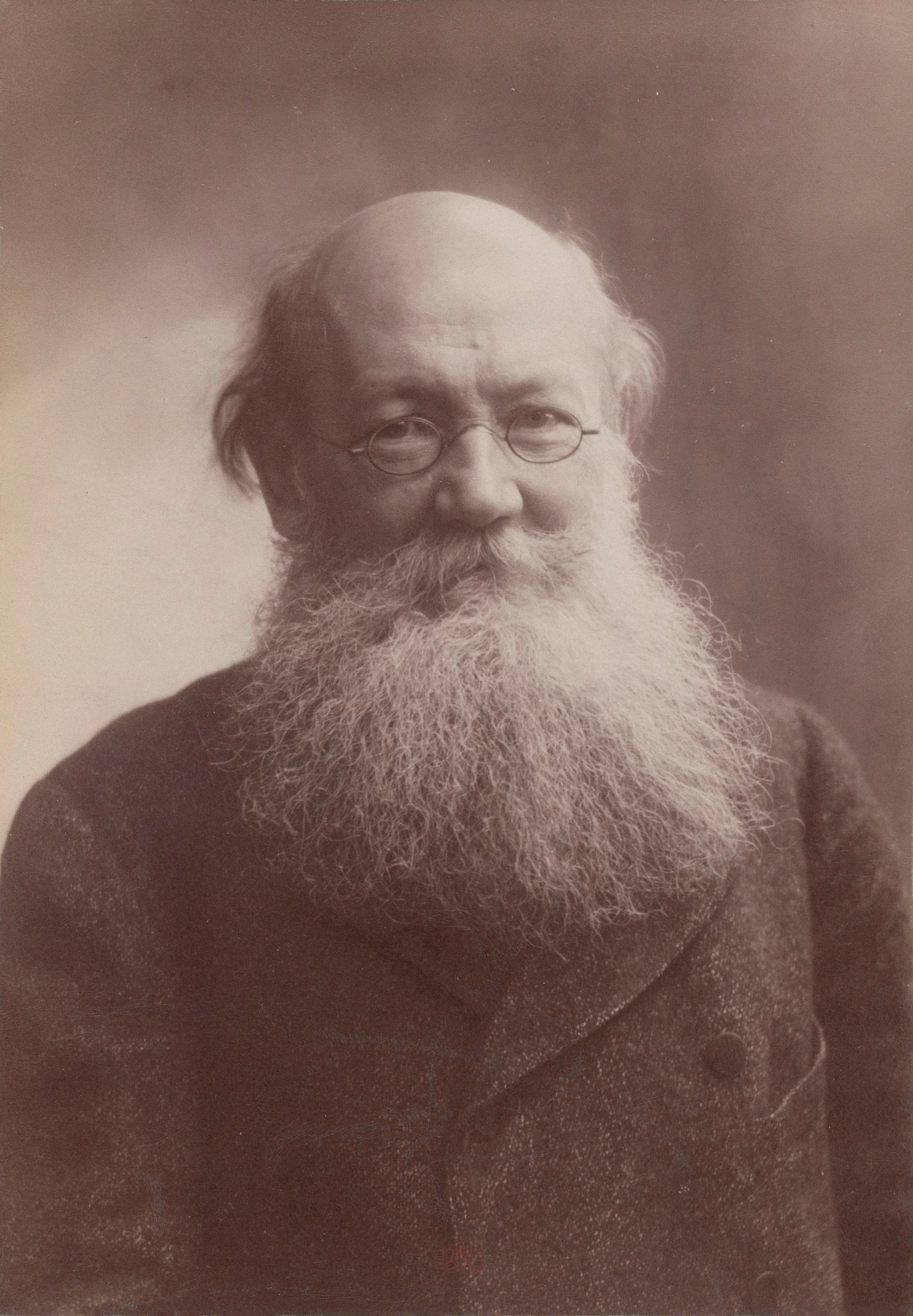
O russo Piotr Kropotkin foi um dos maiores defensores do que se convencionou a chamar de anarquismo comunista. Para ele, o coletivismo, na medida em que defendia a remuneração baseada no trabalho realizado, seria inadmissível, e que o modo de distribuição comunista seria o mais adequado em uma sociedade socialista e autogestionária.

O debate entre anarquistas que defendem o coletivismo e os que defendem o comunismo como modo de distribuição, evidenciou-se, marcadamente, em meados da década de 1870 e teve, depois disso, algum impacto entre os anarquistas. Até aquela época, a maioria dos anarquistas defendia o coletivismo, sistema de remuneração baseado no trabalho realizado, reconhecido na máxima "a cada um segundo seu trabalho". Mikhail Bakunin, que sustentou essa perspectiva, afirmou que no socialismo autogestionário “cada um deverá trabalhar para viver, cada um será livre para morrer de fome por não trabalhar, a menos que encontre uma associação ou uma comuna que consinta alimentá-lo por piedade”, excluindo, entretanto, crianças, velhos e pessoas sem condições para o trabalho. O comunismo, modo de distribuição reconhecido pela máxima "de cada um segunda suas possibilidades, a cada um segundo suas necessidades", passou a ser defendido por alguns anarquistas entre 1874 e 1876, e a partir de 1880, tornou-se hegemônico. Nesse sistema, defendido por anarquistas notáveis, como Piotr Kropotkin, cada um trabalharia nas medidas de suas possibilidades e consumiria nas medidas de suas necessidades, exigindo um aprofundamento ético sem precedentes e a garantia de que se cooperará em tal sentido. Cientes disso, houve anarquistas que defenderam posições intermediárias, como James Guillaume e Errico Malatesta, aceitando o coletivismo em uma primeira fase do socialismo autogestionário e tentando-se chegar progressivamente ao comunismo.

### Política no local de moradia ou de trabalho
Tratando do local mais adequado para a articulação das instâncias políticas da sociedade autogestionária, há fundamentalmente, três perspectivas: uma que defende a articulação pelo local de moradia (comunas), outra, que defende a articulação pelo local de trabalho (sindicatos), e uma terceira, que sustenta uma perspectiva moderada entre ambas.

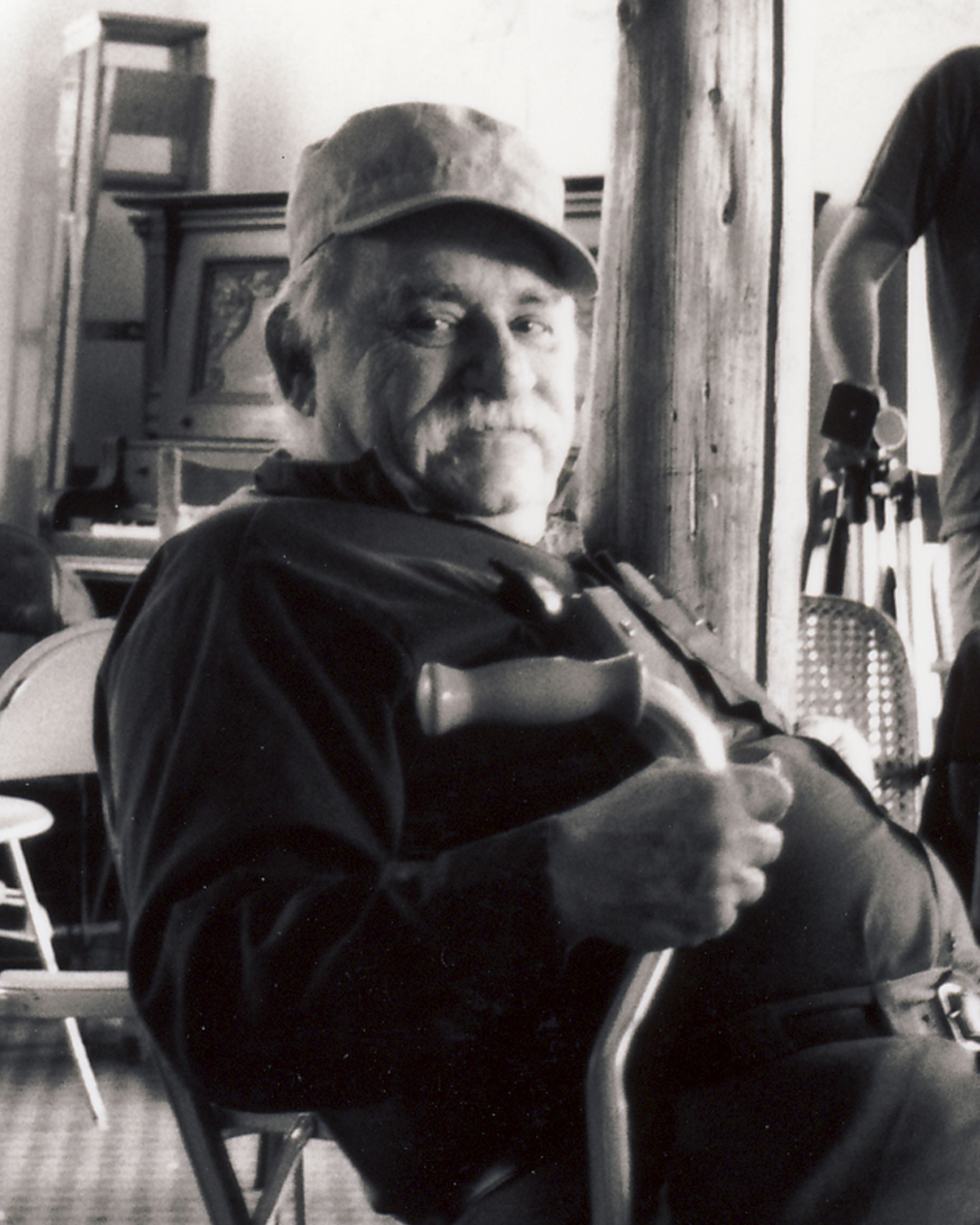
O anarquista americano Murray Bookchin foi um defensor da organização política no local de moradia, tendo como base o município. Seu conjunto de ideias ficou conhecido como municipalismo libertário.

Defensor da primeira perspectiva, Murray Bookchin sustentava que o município deveria ser a base pare relações sociais diretas, servindo como base para uma "democracia frontal" e para a "intervenção pessoal do indivíduo", "para que as freguesias, comunidades e cooperativas convirjam na formação de uma nova esfera pública". Para ele, somente uma confederação desses municípios poderia lançar um movimento popular capaz de produzir condições para a abolição do Estado. Sua defesa da organização comunitária como um poder popular dual, que se antagoniza com o poder estatal, marca sua crença exclusiva na mobilização em nível comunitário.
Defensores da segunda perspectiva, em geral, defensores do sindicalismo, acreditam que o poder autogestionário deveria ser articulado pelo local de trabalho, a partir da produção e do consumo, tendo uma base econômica. Diego Abad de Santillán afirma que "a república dos trabalhadores não se faz no parlamento nem por decreto do Estado, há que se construí-la com os trabalhadores, nos locais de trabalho, e não fora deles"; para Neno Vasco, de modo semelhante, "o sindicato é o grupo essencial, o órgão específico de luta de classes e o núcleo reorganizador da sociedade futura", e constitui o agrupamento que "manterá a continuidade da vida social, assegurando a produção do indispensável".
A terceira perspectiva, mais moderada, é maioritária entre os anarquistas, e sustenta que grupos locais democráticos no local de trabalho e de moradia seriam o núcleo do movimento social que criaria o socialismo libertário. Os defensores dessa perspectiva acreditam que o poder da sociedade futura deveria ser compartilhada entre os locais de trabalho e de moradia, conciliando decisões econômicas e políticas.

### Limites e possibilidades da cultura
No anarquismo, o debate que envolve a cultura se dá em torno das distintas expectativas em relação aos seus limites e possibilidades, envolvendo duas concepções teóricas distintas em relação às esferas sociais e os limites e possibilidades da esfera cultural e ideológica em relação às esferas política e econômica, variando entre dois pólos com algumas posições intermediárias.
De um lado, compreende-se que a criação de uma cultura autogestionária com todos os valores que ela implica é significativamente limitada por elementos políticos e principalmente econômicos. Mikhail Bakunin, que sustentava posições materialistas, afirmava que embora as esferas política e cultural pudessem determinar a esfera econômica, esta última contituiria sem uma base sobre a qual se desenvolvem as outras. Bakunin afirmava que a questão da educação não era a mais importante para a luta dos anarquistas, que, "em primeiro lugar", estaria a sua "emancipação política, que engendra necessariamente sua emancipação econômica e, mais tarde, sua emancipação intelectual e moral", e para ele, uma educação libertária só poderia se desenvolver plenamente sob um regime de autogestão econômica.
De outro lado, há anarquista que compreendem que a criação de uma cultura autogestionária é imprescindível para a sustentação da autogestão nas esferas política e econômica e que ela possui relevância de primeira ordem. Para Rudolf Rocker, um dos anarquistas que mais concedeu relevância para a esfera cultural e ideológica no processo de estruturação social, a economia certamente possui influência relevante na sociedade; todavia, ele sustentou que "há na história milhares de fatos que não se deixam explicar unicamente por bases puramente econômicas", e que além da política, "a vontade de poder" é "em geral uma das forças motrizes mais significativas da história", e portanto, a esfera cultural e ideológica possui lugar de destaque na determinação de fatos econômicos ou mesmo políticos. Estudando a relevância da cultura na determinação dos fatos sociais, Rocker ainda afirmou que "é inegável o influxo da conformação psicológica do homem sobre a formação do ambiente social", ressaltando a relevância central da esfera cultural e ideológica, tanto pelo papel da cultura nos embates contra a dominação e da vontade na determinação das estruturas sociais, quanto pela crença de que a política emana, em grande medida, da concepção religiosa, e que a economia possui naturezas culturais. Também defendendo a relevância central da esfera cultural e ideológica, o anarquista chinês Wu Zhihui afirmava que "quando a educação é popularizada, todos abandonam os velhos hábitos e começam uma nova vida", sendo a revolução "apenas um claro efeito dessa transformação".
Entre essas duas posições antagônicas, há uma série de posições intermediárias, sendo uma das mais relevantes a dos anarquistas que consideram que as ações da esfera cultural e ideológica são necessárias e possuem potencial significativo, ainda que reconheçam os limites estruturais e a necessidade de intervirem, ao mesmo tempo, nas esferas política e econômica. De modo geral, as posições que atribuem menos capacidade à esfera cultural e ideológica priorizam como estratégias de luta o sindicalismo e as cooperativas, enquanto as posições que atribuem a essa esfera maior capacidade priorizam a educação e a propaganda.

## Debates relevantes em torno da estratégia
Em relação às estratégias anarquistas, apresentam-se quatro debates relevantes. O primeiro trata das distintas posições em torno da organização, concepções anarquistas contrárias e favoráveis à organização; o segundo apresenta as diferentes concepções em relação às reformas e lutas de curto prazo e as distintas compreensões em relação ao seu papel para se atingir a revolução; o terceiro trata das posições em relação ao momento e ao contexto da utilização da violência; o quarto, transversal aos outros, apresenta as diferentes concepções sobre a organização específica anarquista.

### Antiorganizacionismo e organizacionismo
O debate sobre a questão da organização no anarquismo envolve três posições fundamentais: o antiorganizacionismo, dos anarquistas que são contrários à organização e que defendem, de modo geral, a atuação individual ou em pequenas redes ou grupos informais; o sindicalismo e o comunitarismo, dos anarquistas que sustentam que a organização dos anarquistas deve se dar somente no nível social e de massas, e que criar organizações específicas anarquistas seria algo redundante na medida em que os movimentos populares poderiam levar a cabo toda a estratégia anarquista; e o dualismo organizacional, que sustenta serem necessárias, além das organizações de massa, as organizações específicas para promover o anarquismo de maneira mais consistente.

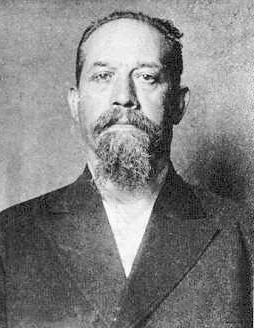
O ítalo-americano Luigi Galleani foi um dos mais notórios anarquistas antiorganizacionistas. Para ele, os anarquistas deveriam atuar por meio da educação, da propaganda e da ação violenta.

Os antiorganizacionistas sustentam que qualquer organização política, ainda que fosse anarquista, conduziria necessariamente a uma hierarquia de tipo governamental, violando a liberdade individual, e sustenta também que os anarquistas deveriam se associar em redes pouco orgânicas, quase informais, pois a organização conduziria, necessariamente, à dominação. Tais posições são assumidas também em relação aos movimentos populares; Luigi Galleani, notório antiorganizacionista, afirmava que "o movimento anarquista e o movimento operário percorrem caminhos paralelos e a constituição geométrica de linhas paralelas é feita de maneira que elas nunca possam se encontrar ou coincidir", sendo o anarquismo e o movimento operário corpos distintos, ainda para Galleani, as organizações operárias seriam vítimas de um "conservadorismo cego e parcial", responsável por "estabelecer um obstáculo, muitas vezes um perigo" aos objetivos anarquistas. Em geral, os antiorganizacionistas sustentam que os anarquistas deveriam atuar por meio da educação, da propaganda e da ação violenta. Muitas vezes, as posições dos antiorganizacionistas foram sustentadas tendo como base alguns argumentos individualistas de origem exterior ao anarquismo, em especial, de autores como Stirner e Nietzsche.

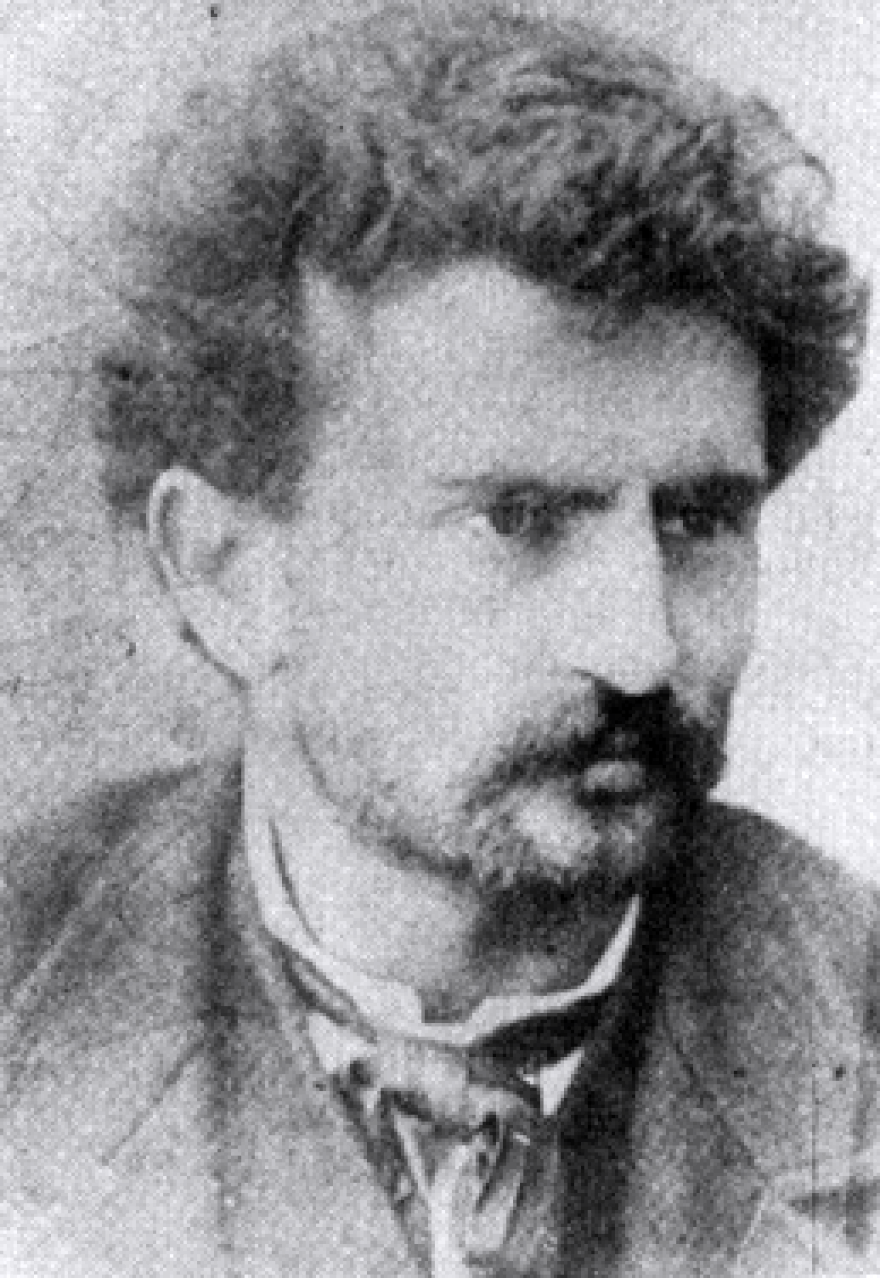
O italiano Errico Malatesta defendeu o organizacionismo dual. Para ele, os anarquistas deveriam se organizar no nível social, dos sindicatos, como trabalhadores, e no nível político, como anarquistas.

Os sindicalistas e comunitaristas acreditam que o movimento popular possui as condições de abarcar posições libertárias, de maneira a cumprir todas as funções estratégicas necessárias a um processo revolucionário, opondo-se a criação de organizações específicas anarquistas. Entre os anarquistas que defendem as organizações exclusivamente comunitárias, posições relevantes encontram-se na obra de Bookchin, que defendia mobilizações de massa exclusivamente no campo comunitário, envolvendo trabalhadores, camponeses, profissionais e técnicos e superando os interesses corporativos e setoriais, vinculados necessariamente aos sindicatos. Entre os anarquistas que defendem o sindicalismo, encontram-se ainda duas estratégias fundamentais: o anarcossindicalismo e o sindicalismo revolucionário; a primeira defende uma vinculação programática entre o anarquismo e o sindicalismo, enquanto a segunda sustenta fundamentalmente a neutralidade, a independência e a autonomia dos sindicatos, não vinculando-se a nenhuma ideologia específica.
O dualismo organizacional apoia-se na ideia de que deve haver dois níveis de organização: um social, de massas, e outro político e ideológico, anarquista; no nível social, dos sindicatos, os anarquistas organizar-se-iam como trabalhadores; no nível político, como anarquistas. Errico Malatesta, um dos mais notórios defensores dessa posição, afirmava que "o partido anarquista" como "o conjunto daqueles que querem contribuir para realizar a anarquia, e que, por consequência, precisam fixar um objetivo a alcançar e um caminho a percorrer", deveria ser o responsável pela concepção da estratégia dos anarquistas e por sua aplicação no campo popular.

### Reformas e lutas de curto prazo
Todos os anarquistas defendem uma perspectiva revolucionária de transformação social, entretanto, há um debate relevante entre os anarquistas a respeito das reformas e lutas curto prazo. Alguns anarquistas defendem a posição de que as lutas de curto prazo e as reformas seriam meios para se chegar à revolução, enquanto outros são contrários a essas lutas e às próprias reformas. Geralmente, os primeiros são chamados de possibilistas e os segundos de impossibilistas.
Posições impossibilistas foram defendidas constantemente entre os anarquistas e, em alguns contextos, tiveram expressões bastante significativas. Anarquistas que defendem tais posições argumentam que as greves seriam eficazes apenas apenas se tivessem por objetivo imediato a revolução social; nesse sentido, Emma Goldman criticou os operários norte-americanos que lutavam pela jornada de oito horas, dizendo que isso era "uma perda de energia e de tempo" e que seria uma "estupidez os trabalhadores lutarem por tão pouco". Os impossibilistas defendem diferentes meios para a atuação anarquista; enquanto uns defendem a propaganda pelo ato e sustentam que a utilização da violência por meio de atentados deveria ser a principal estratégia anarquista, outros defendem estratégias insurrecionais distintas, além da propaganda e da educação popular como meio de atuação.

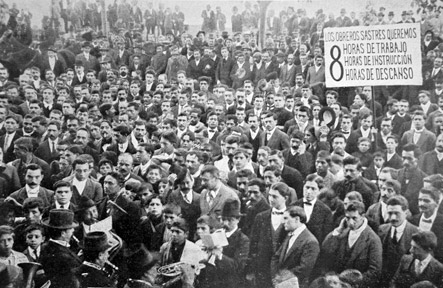
Manifestação da FORA pela jornada de oito horas de trabalho

Posições possibilistas também foram bastante comuns entre os anarquistas, muitos dos quais envolvidos com a militância sindical ou comunitária. Para esses anarquistas, as lutas reivindicativas podem ser responsáveis pelo desenvolvimento daquilo que alguns chamam de "ginástica revolucionária" e, dependendo de como forem levadas a cabo, podem contribuir com o objetivo revolucionário anarquista. Malatesta foi um defensor dessa posição, ao afirmar que os anarquistas deveriam tomar ou conquistar as eventuais reformas "no mesmo espírito daquele que arranca pouco a pouco do inimigo o terreno que ele ocupa, para avançar cada vez mais". Entretanto, a participação dos anarquistas em lutas de curto prazo não significa a adoção de uma postura reformista; Neno Vasco, nesse sentido, afirmou que os anarquistas deveriam favorecer "as reformas ou melhoramentos que sejam uma vantagem verdadeira para o proletariado ou que pelo menos não contrariem ou retardem o fim essencial", devendo os anarquistas defender lutas classistas, combativas, autônomas, construídas pela base por mecanismos autogestionários e com uma perspectiva revolucionária.

### Momento e contexto da utilização da violência

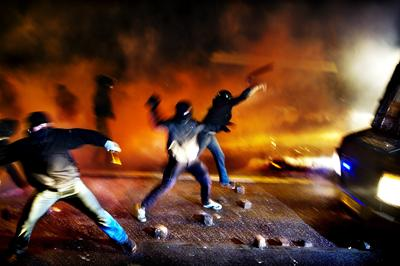
O momento e o contexto da utilização da violência têm gerado debates relevantes entre os anarquistas.

A maioria dos anarquistas considera que, muito provavelmente, a violência deverá ser utilizada, em maior ou menor grau, para promover a transformação revolucionária desejada. De qualquer forma, há um debate fundamental em relação ao momento e ao contexto da utilização da violência, envolvendo seus objetivos. Nesse debate, existem duas posições fundamentais: uma, que sustenta que a violência funciona como uma ferramenta para criar movimentos revolucionários, sendo ela uma forma de propaganda que inspira os membros das classes populares a ingressarem em um processo revolucionário de luta; e outra, que defende que a violência deve ser utilizada a partir de movimentos populares previamente estabelecidos, de maneira a aumentar sua força nos conflitos de classe, sendo a violência, nesse caso, uma ferramenta para favorecer as lutas de massas já existentes.
Alfredo Bonanno, defensor da primeira posição, afirmou que "a violência é a organização preventiva e o ataque preventivo sobre as forças burgesas". Galleani, também notório defensor dessa posição, sustentava que "em vez das inefetivas conquistas de curto prazo, as táticas de corrosão e de ataque contínuo devem ser priorizadas", somente as greves gerais teriam condições de promover a revolução, a qual deveria ser buscada "por meio da inevitável utilização da força e da violência". Anarquistas como Ravachol e Severino di Giovanni, que realizaram atentados durante suas vidas, acreditavam que seus atos de violência seriam, além de uma forma de propaganda, uma vingança contra os capitalistas. Embora historicamente minoritária, a defesa dessa posição foi adotada por um certo período por anarquistas notórios como Kropotkin e Malatesta.
Anarquistas que defendem a segunda posição enfatizam que a violência deveria dar suporte ao movimento sindical e de massas durante um processo revolucionário. Nesse sentido, a violência é reivindicada como uma forma de autodefesa dos anarquistas e deveria ser utilizada somente nos momentos e contextos em que se vislumbre o fortalecimento do movimento de massas. Em geral, anarquistas envolvidos com o movimento sindical defenderam essa posição, que também foi adotada pela maior parte dos anarquistas, inclusive Kropotkin e Malatesta, durante a maior parte de suas vidas.

### Organizações específicas anarquistas
Muitos anarquistas defenderam a necessidade, criaram e participaram de organizações anarquistas ao longo da história. Bakunin teorizou sobre o tema e, juntamente com outros outros anarquistas, fundou a Aliança da Democracia Socialista em 1868; Kropotkin, defendendo a organização anarquista, afirmou que "o partido que mais fez agitação revolucionária, que mais manifestou vida e audácia, esse partido será mais escutado no dia em que for preciso agir, em que for preciso avançar para a revolução"; Malatesta sustentava que "permanecer isolado, agindo ou querendo agir cada um por sua conta, sem se entender com os outros, sem preparar-se, sem enfeixar as fracas forças dos isolados", significa, para os anarquistas, "condenar-se à fraqueza, desperdiçar sua energia em pequenos atos ineficazes, perder rapidamente a fé no objetivo e cair na completa inação"; Emma Goldman sustentava que a organização anarquista deveria se fundamentar no respeito absoluto por todas as iniciativas individuais; Voltairine de Cleyre afirmava que a associação dos anarquistas deveria encontrar sua forma organizativa a partir da experiência; Max Nettlau, que os anarquistas deveriam organizar-se conservando sua autonomia, mas apoiando-se reciprocamente; e José Oiticica reivindicava o dualismo organizacional, sustentando que a organização anarquista deveria ser separada da organização sindical, e as duas deveriam trabalhar em dois níveis complementares de organização e atuação.
Organizações específicas anarquistas também tiveram papel fundamental em diversos acontecimentos relevantes na história do anarquismo, e vários anarquistas defenderam a necessidade de tais organizações, articulando e participando de associações do tipo. Entretanto, dentre esses anarquistas, há um debate, que tem como foco o modelo dessa organização, envolvendo questões como o nível de afinidade teórica, ideológica, estratégica e programática, critério de ingresso e grau de autonomia dos membros. Destacam-se duas posições fundamentais entre os anarquistas sobre essa questão; a primeira, defende um modelo de organização flexível, que insiste na necessidade de agrupar o maior número possível de anarquistas, ainda que com distintas perspectivas estratégicas; a segunda, defende um modelo de organização programático, que prioriza, entre os anarquistas, aqueles que possuam maior afinidade políticas e estratégias. Historicamente, o debate mais rico sobre esses modelos de organização anarquista ocorreu em meados da década de 1920 e início da década de 1930, em torno da polêmica entre a  Plataforma Organizacional dos Comunistas Libertários e a Síntese Anarquista; com os defensores da primeira sustentando um modelo de organização programático, e os defensores da segunda, um modelo de organização mais flexível.
Anarquistas que defendem um modelo de organização programático partem do pressuposto que há contradições fundamentais entre aqueles que se consideram anarquistas, sendo a solução para isso a criação de uma organização forte, com afinidade ampla entre os membros para incidir de maneira mais adequada nas lutas populares, devendo a organização se dar de modo federalista e autogestionário, com uma organicidade bem definida, direitos e deveres, autodisciplina e responsabilidade, além da defesa de uma unidade tática, ideológica, teórica e estratégica. Os anarquistas que defendem um modelo de organização flexível, por sua vez, parte do pressuposto que há grandes afinidades entre aqueles que se consideram anarquistas, e que deve-se buscar o fim das rusgas entre os anarquistas e a sua união em torno da luta pelos mesmos objetivos, devendo a organização se dar também de modo federalista e autogestionário, porém com uma organicidade limitada e com a participação de todos os anarquistas e prezando a autonomia dos indivíduos e grupos organizados, a diversidade nas posições ideológicas, teóricas e estratégicas.